# Хаджике (мангыт)
Хаджике — один из представителей аристократии мангытов конца XV - начала XVI веков. Внук Мансура  и правнук Едигея, беклярбек Большой Орды при сыновьях хана Ахмата, позднее улуг-бек в Крымском ханстве.
После смерти своего дяди Тимура занял его должность при хане Шейх-Ахмаде. Его деятельность относится к периоду угасания улуса Джучи, когда борьбу за власть вели наследники хана Ахмата Муртаза, Сайид-Ахмад и Шейх-Ахмад.
После смерти Тимура, уже в марте 1486 брат Хаджике Джанкувват стал беклярбеком при Сайид-Ахмаде, а Хаджике, при Шейх-Ахмете. Джанкувват после 1490 не упоминается в источниках. Возможно братья-соправители пришли к какому-то единству и обходились одним беклярбеком. Беклярбекство Хаджике пришлось на годы агонии Большой Орды. Основным её противником выступало крымское ханство во главе с Менгли Гиреем, союзником которого было Русское государство во главе с Иваном III. Враждебными были и отношения с Ногайской Ордой. Астраханское ханство в это время считалось улусом Большой Орды и в целом выступало её союзником, но это уже не было абсолютным подчинением. Хаджике в 1490 г. с ханами-соправителями Шейх-Ахметом и Сайид-Ахмадом участвует в переговорах с Менгли-Гиреем, которые ставили целью усыпить его бдительность, после чего последовал успешный поход Большой Орды на Крым, который, однако, не привёл к желанному подчинению Крыма, так как турецкий султан Баязид II послал на помощь Крыму 2000 янычар, а Иван III двинул на юг войско под командованием казанского хана Мухаммед-Амина и нового Касимовского хана Сатылгана, сына Нур-Девлета.
Отношения Большой Орды с ногайцами были весьма напряжёнными. В 1493 году ногайские бии Муса и  Ямгурчи с сибирским ханом Ибаком захватили Сарай и провозгласили Ибака ханом Большой орды, но в этот момент Крым не оказал им поддержки и Шейх Ахмат опираясь на Астрахань смог вернуть себе власть. Шейх-Ахмат для улучшения отношений с ногайцами в 1493 г. женился на дочери ногайского бия Мусы, что вызвало негативную реакцию ордынской знати, которая свергла его и поставила ханом Муртазу. При этом соправитель Шейх-Ахмата Сайид-хан и бекляри-бек Хаджике остались на своих местах. Возможно, Хаджике принял участие в этом перевороте. Однако уже в июне 1494 Шейх-Ахмат вернул власть, а Муртаза и бекляри-бек Хаджике скрылись на Тереке у черкесов. Новым бекляри-беком был назначен Таваккул, сын Тимура.
После этого Хаджике и Муртаза пытались поступить на службу Ивану III, но он их не принял и у крымского хана Менгли Гирея, который также отказал в приёме. В 1504 году Хаджике явился в Крым под предлогом сборов для хаджа. Менгли Гирей разрешил ему по этой причине задержаться в Крыму не более двух месяцев. Однако Хаджике сумел найти приют у сына Менгли Гирея Ахмет Гирея. Менгли Гирей не стал конфликтовать с сыном и примирился с пребыванием Хаджике в Крыму. Постепенно он приблизился к хану, получив в итоге звание улуг бека, которое подтвердил и преемник Менгли Гирея Мухаммед Гирей. В 1509 году во время войны с Ногайской ордой, Хаджике возглавлял мангытов Крыма.